# Cecília Vasa
Cecília Vasa (em sueco:  Cecilia Gustavsdotter Vasa; Estocolmo, 16 de novembro de 1540 – Bruxelas, 27 de janeiro de 1627), foi uma princesa sueca, filha do Rei Gustavo I Vasa e de sua segunda mulher, Margarida Leijonhufvud.
Por casamento veio a ser marquesa de Baden-Rodemachern.

## Biografia

### Primeiros anos
Cecília era descrita como a mais bela das filhas de Gustavo I, sendo frequentemente mencionada por causa de sua beleza. Durante a primeira infância, ela e os irmãos, foram criados conjuntamente pela mãe e por diversas amas mas, pela morte da mãe, em 1551, o pai voltou a casar e Cecília ficou sob a responsabilidade da madrasta. 
Em 1556, ela e as irmãs receberam um dote de 100.000 daler e foram retratadas em quadros e as suas qualidades descritas em Latim pelo poeta da corte Henricus Mollerus, no sentido de se procurar alianças dinásticas.
No mesmo ano, seu pai celebrou um tratado comercial com o condado da Frísia Oriental, dada a localização estratégica face à Dinamarca, e por a sua capital, Emden, rivalizar com Lubeque, uma das cidades hanseáticas cujo domínio comercial Gustavo I queria combater. O Conde Edzard da Frísia Oriental visitou a Suécia para se encontrar com Cecília e com a irmã, Catarina, acabando por escolher a última para se casar.
O casamento entre Catarina e Edzardo II, Conde da Frísia Oriental, ocorreu em Estocolmo a 1 de outubro de 1559 e, em novembro, o casal partiu para a Frísia Oriental. Na sua viagem pela Suécia, foram acompanhados por Cecília e pelo irmão de Edzard, João II da Frísia Oriental. Um escândalo rebentou quando Cecília e João se envolveram e o acontecimento ficou conhecido por Vadstenabullret (o trovão de Vadstena). O rei ficara chocado, dando ordens para Cecília regressar à corte. Cecília acusou o pai de a ter espancado e arrancado cabelos. No verão de 1560, João, que ficara detido sendo, por fim, libertado 
Em 1563, o rei Érico XIV, que sucedera ao pai em 1560, descobriu que as suas irmãs, Cecília e Ana, tinham organizado uma festa nos seus aposentos, o que gerou novo incidente. Terá sido por isso e pelo escândalo de Vadstena, que o rei emitiu novo regulamento para a corte sueca, com maior controlo, impedindo as princesas de receberem visitantes à noite, de receberem cartas sem autorização, de se intrometerem na política, ou de interferirem nos assuntos de estado. De facto, Cecília e as irmãs Ana e Sofia, tinham enviado uma carta ao Rei, protestando contra a nova regulamentação mas, também, pela detenção do seu outro irmão, João, solicitando a libertação do príncipe.  
A regulamentação era principalmente dirigida a Cecília a quem o rei acusava de se relacionar com pessoas com comportamento questionável. A reputação das princesas era prioritária, dado que o rei pretendia associar a dinastia Vasa a membros de importantes famílias alemãs, como Luís do Palatinado-Simmern, Jorge João do Palatinado-Veldenz ou Poppo de Henneberg.  João Jorge acabou por escolher Ana e, em 1561, o conde de Arundel pediu Cecília em casamento, mas Érico não parecia interessado na aliança. Em 1562, Cecília foi, de novo, pedida em casamento por um magnata polaco, o conde Jan Tenczynski, que apesar de ser do agrado do rei nunca se concretizou. Por fim, Cecília casou com o marquês Cristóvão II de Baden-Rodemachern (1537-1575), em junho de 1564, em Estocolmo. A cerimónia foi mais simples do que a de sua irmã Ana e parece não ter havido qualquer propósito político por trás do casamento.

### Viagem à Inglaterra
Imediatamente após o casamento, ela deixou a Suécia numa viagem cujo destino final seria a Inglaterra, onde chegou apenas no outono de 1565.  Antes, porém, visitou a Estónia, Prússia, Polónia e Alemanha (sem visitar a casa do seu consorte) e Antuérpia, nos Países Baixos Meridionais. Na Estónia, na altura um ducado Sueco, conseguiu encontrar-se com o seu irmão João, que estava preso, tendo Érico XIV dado instruções ao governador de  Reval para mantê-la sob controlo, já que suspeitava que ela era mais leal ao irmão João do que a ele.  No Ducado da Prússia, ela pediu ao duque que se aliasse ao rei da Dinamarca para libertar o irmão João, tema que também foi abordado durante a estadia com a irmã Catarina na Frísia Oriental, tendo Catarina, logo depois, enviado a Érico XIV uma carta furiosa sobre a prisão de João. 

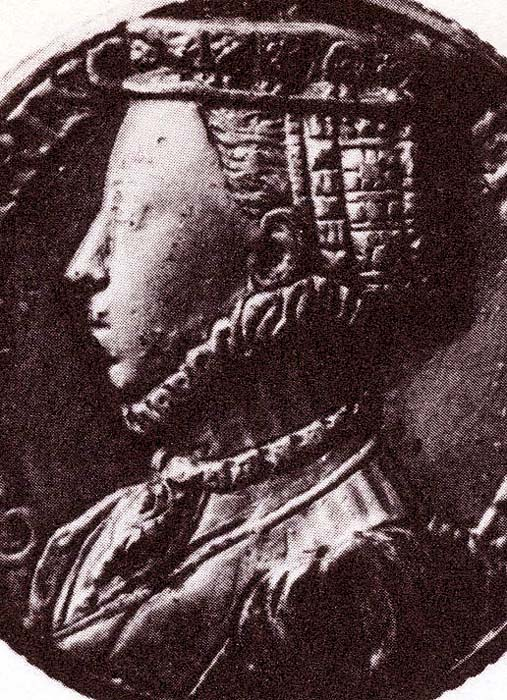
Medalhão com a esfínge da princesa Cecília Vasa.

Cecília, já mantinha, há vários anos, uma correspondência com a rainha Isabel I de Inglaterra por quem tinha grande admiração pessoal. Anteriormente, em 1562, ela aprendera a falar inglês com ingleses que viviam na Suécia. Partiu de Calais para a Inglaterra em setembro de 1565 e, ao chegar, recebeu Bedford House, em Londres como sua residência. Depois de alguns dias de descanso, Cecília fez a entrada formal em Londres, a 11 de setembro, vestida de veludo preto com detalhes em prata e rodeada por suas damas de companhia vestidas de vermelho. Mais tarde, Isabel I visitou-a em Bedford House.
Segundo o embaixador da Espanha na Inglaterra, Cecília e Isabel I deram-se muito bem, indo juntas a diversos eventos, como casamentos e jantares e, no Natal de 1565, Cecília comungou logo a seguir a Isabel I. O seu marido recebia uma mesada desde que permitisse que Cecília permanecesse em Inglaterra.  Aí nasceu o seu primeiro filho, Eduardo, assim chamado por sugestão da rainha, que foi sua madrinha.
A visita de Cecília à Inglaterra enquadrou-se numa tentativa de convencer a rainha Isabel I a casar-se com seu meio-irmão o rei Érico XIV da Suécia.  O rei entregou-lhe várias tarefas na Inglaterra, como a de recrutar mercenários para combater navios inimigos (dinamarqueses, alemães e polacos) no  Báltico  e, em janeiro de 1566, Érico também a encarregou de negociar uma aliança entre a Suécia e a Inglaterra que trouxesse a paz com a Dinamarca.  Há relatos contraditórios quanto o sucesso dessas tarefas. No entanto, Cecília tinha as suas próprias prioridades, e também tentou que Isabel I interferisse na libertação do seu irmão, o príncipe João. Em outubro, Isabel I escreveu ao rei Érico XIV pedindo-lhe que libertasse João.  Por causa desse assunto, Cecília manteria contactos com o duque da Prússia, com o embaixador espanhol na Inglaterra, dado que os territórios do marido (a Marca de Rodemachern) se localizavam parcialmente no Luxemburgo, na altura controlado por Espanha. 
A relação entre Cecília e Isabel I foi prejudicada por causa do contato próximo com o embaixador espanhol e por causa dos escândalos causados pelas dívidas que advinham do seu elevado nível de vida que ela considerava necessário para manter o seu estatuto na corte. Em novembro de 1566, Cristóvão II, seu marido, foi forçado a partir para a Alemanha na tentativa de pedir dinheiro emprestado. Em abril de 1566, Cecília penhorou suas joias e guarda-roupa para financiar a sua viagem a Baden. Em Dover, entretanto, eles foram detidos e a maior parte da bagagem foi confiscada em benefício dos credores, tal como a bagagem das damas de companhia suecas. Cecília considerou que haviam sido roubados.  Nessa altura, ela estava grávida e ao chegar a Rodemachern o bebé nasceu deficiente, pelo que ela culpou os credores pelo resto da vida. 

### Condessa de Arboga
Em agosto de 1565, Cecília chegou a Baden-Rodemachern, onde permaneceu por cinco anos. Os Países Baixos tinham-se revoltado contra os espanhóis e o exército comandado pelo Duque de Alba ocupou as suas possessões o que causou forte crise económica. Em 1569, a Marca de Baden-Baden, foi herdada pelo sobrinho do meu marido, o jovem Filipe II de Baden-Baden. Por este ser ainda menor, o território ficou sob a regência do seu parente católico, o duque Alberto V da Baviera, que tratou os protestantes com brutalidade. Cecília escreveu a seu irmão, o rei  João III da Suécia (que sucedera a Érico XIV em 1568) e afirmou que temia por sua segurança, pedindo permissão para regressar à terra natal. 
Após sua chegada a Kalmar, na Suécia, em 1571, ela foi informada da chegada de um comerciante inglês com uma frota de 50 navios, que era um dos seus ex-credores que confiscara os seus bens como compensação das dívidas deixadas em Inglaterra. Cecília conseguiu a autorização do rei para prender o ex-credor e lhe confiscar a frota, passando 5 anos na prisão.  Cristóvão deixou a Suécia pouco depois para arranjar mercenários para a Suécia durante a guerra em curso com a Rússia, mas nunca mais voltou.
Na Suécia, CecÍlia recebeu a cidade de Arboga como seu feudo pessoal e passou a autodenominar-se Condessa de Arboga.  Um dos seus objetivos na Suécia era de receber o seu dote que não havia sido entregue na altura do casamento. Dada a guerra com a Rússia, o rei João III não podia dispor de tais fundos e, para compensar Cecília, entregou-lhe uma frota de navios que ela usou para pirataria no mar Báltico.  que atacavam navios a caminho da Rússia, geralmente ingleses e holandeses, isolando, assim, o inimigo. Mas Cecília colidiu com os interesses do irmão, dado que violou as instruções de não atacar navios de nações amigas, como a Dinamarca, o que criou tensão entre os 2 países nórdicos. 
No outono de 1573, preparava-se um golpe (a conspiração de Mornayem que João III deveria ser assassinado. A trama envolvia Charles de Mornay, Cristina da Dinamarca e o embaixador francês em Copenhaga e, pela morte do rei, o irmão mais novo, o príncipe Carlos, subiria ao trono.  No entanto, o rei não chegou a ser assassinado e, em setembro de 1574, a trama foi revelada e Charles de Mornay foi preso, interrogado e executado.  Mas nunca foi esclarecido quem participou da trama e falou-se de reuniões ocorridas no apartamento da Princesa Isabel, e em que Cecília participaria. As duas irmãs e o príncipe Carlos, pareciam comprometidos, embora nunca tenham sido acusados, mas, em 1574, depois que tudo ter sido descoberto o rei ordenou ao governador de Östergötland para manter Cecília sob vigilância e não a deixasse ter acesso a qualquer castelo real. 
Em 2 de agosto de 1575, o seu marido morreu e o seu filho menor, Eduardo Fortunato, apesar de ausente com a mãe, sucedeu-lhe formalmente como Marquês de Baden-Rodemachern. De acordo com o contrato de casamento, Cecília deveria assumir a regência mas os representantes enviados por Cecília a Baden não viram a sua autoridade como regente reconhecida. Cecília converteu-se ao Catolicismo como uma forma de garantir a ela e a seus filhos, os direitos sobre as possessões do falecido marido.  A sua conversão ocorreu, provavelmente, em 1557 quando o legado papal Antonio Possevino viitou a Suécia. 
No verão de 1578, um embaixador espanhol, Francisco de Eraso, visitou a Suécia. João III procurava uma aliança com a Espanha para evitar que a Dinamarca e a Polónia interferissem na guerra contra a Rússia. A ajuda espanhola era também importante para garantir as terras italianas a que teria direito dado que Bona Sforza era sua sogra. João III sugeriu que Cecília, por ser católica, pudesse ser eleita governadora de um dos territórios espanhóis da Europa, de preferência o Luxemburgo. Cecília convidou Eraso para Arboga planeando diversas ações, chegando a oferecer a sua frota de corso para a guerra que os espanhóis travavam nos Países Baixos.  Isso causou um conflito com o seu irmão protestante, Carlos, cuja frota passou a combater a de Cecília. O embaixador Eraso utilizou Cecília como uma valiosa informadora e, quando as negociações falharam, João III colocou o embaixador em prisão domiciliária. Pouco depois, Cecília voltou para a Alemanha, seguida pelo exilado Francisco de Eraso.

### Baden

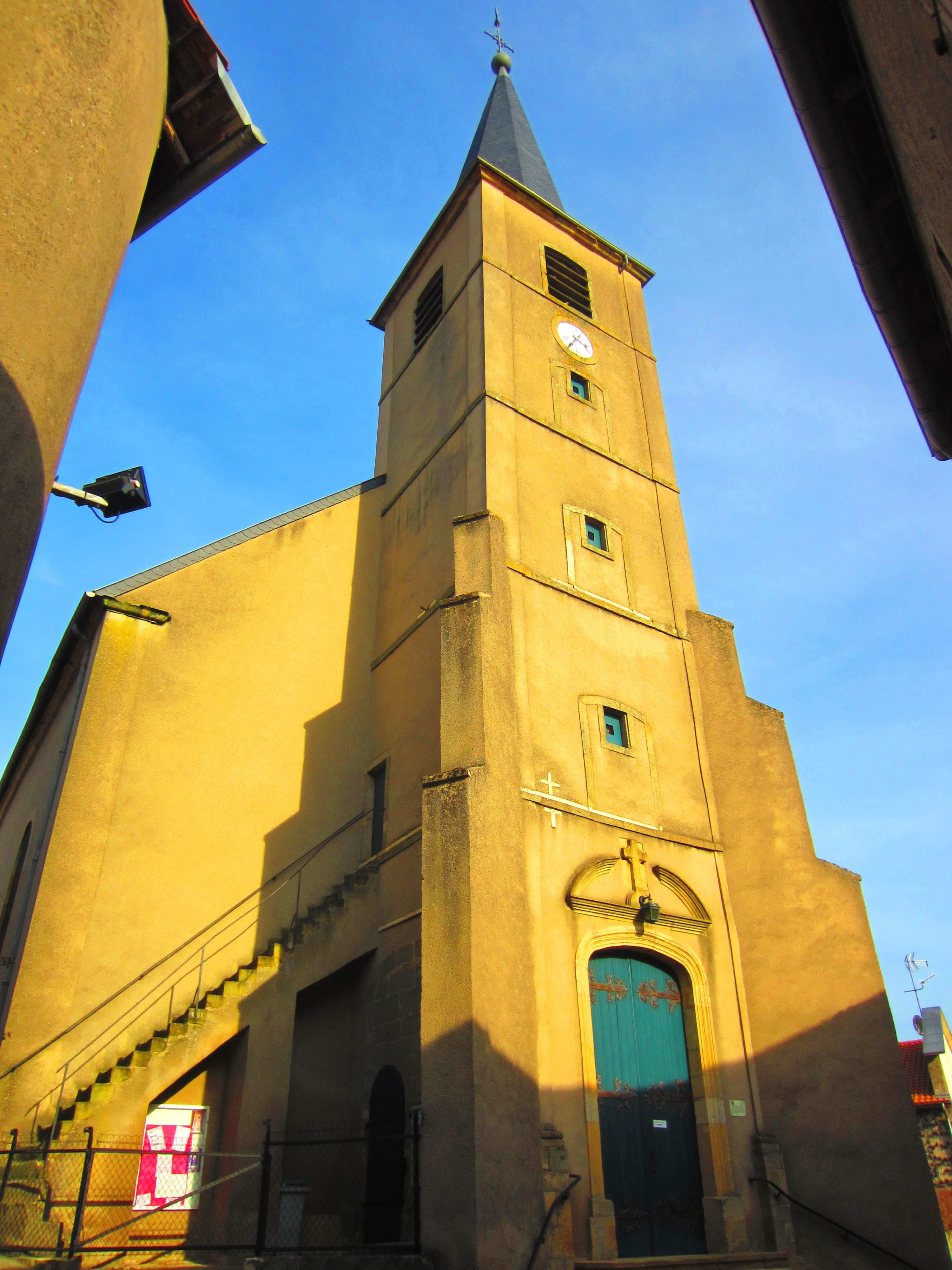
Igreja de S. Nicolau, em Rodemack, França, onde Cecília está sepultada.

Ao retornar a Baden em 1579, Cecília tentou assumir o controlo de Baden-Rodemachern em nome de seu filho.
Francisco de Eraso e Cecília viveram juntos em Baden por um tempo, mas o embaixador acabou por regressar a Espanha. 
Nessa época, ela deu à luz uma filha, o que causou um escândalo, pois já era viúva há quatro anos. A menina, filha de Eraso, foi colocada no convento de Liethentahl por Eduardo Fortunato contra a vontade de Cecília que não a voltou a ver até 1622 quando, já adulta, fez os votos passando a ser conhecida por seu nome como freira, Charitas. 
Na sua luta contra a família do falecido marido, ela foi apoiada pelo legado papal Antonio Possevino, Eraso e João III. O outro irmão, Carlos, que viria a ser rei da Suécia como Carlos IX, rompeu com ela após o nascimento de Charitas. Mas pela sua aliança com a Espanha, o irmão, o rei João III, acabou por lhe retirar o apoio e impedi-la de regressar à Suécia em 1581. Até a renda do seu feudo sueco acabou por ser confiscada pelo rei. 
Em 1588, seu filho Eduardo Fortunato assumiu o controle de Baden-Rodemachen. Ao deixar a regência, a mãe tornou-se uma diplomata quando, em viagens constantes, se encontrou com vários dirigentes católicos, negociando em seu nome e no do filho em questões económicas e políticas. Isso se tornou ainda mais necessário em 1596, quando seu filho foi deposto pela linha protestante dos Baden-Durlach, que alegavam o casamento desigual, em 1593, com Maria van Eicken.
É descrita como uma diplomata talentosa, inteligente e com discurso fácil que convenceu o seu sobrinho, o rei Sigismundo III da Polónia, o Sacro imperador Rodolfo II e até o papa. Como marquesa dum estado do Sacro Império, ela discursou, em 1613, na Assembleia de soberanos do Sacro Império em Ratisbona em favor de seu segundo filho, Filipe III, que havia sido preso pela linhagem protestante de Baden-Durlach.  Apesar de sempre ter obtido sentenças favoráveis, elas nunca tiveram grande efeito prático. 
Cecília vivia uma situação difícil, pois recorria a empréstimos dado não ter rendimentos dos seus estados se encontravam ocupados. Por isso, era frequentemente perseguida pelos credores. Em 1618, por exemplo, teve de fugir de carruagem e recorrer ao Arcebispo de Tréveris. Mas para escapar, foi forçada a abandonar a carruagem atravessar a fronteira com o Ducado da Lorena.  No entanto, a Guerra dos Trinta Anos permitiu que o exército imperial expulsasse de Baden-Baden a linhagem protestante de Baden-Durlach e o seu neto católico, Guilherme, assumiu o controlo sobre os seus estados. Assim, Cecília conseguiu recuperar as possessões em Rodemachern e passar os últimos anos com conforto. 
Ela morreu em idade avançada para a época estando sepultada na igreja de S. Nicolau, em Rodemack (atualmente na França).

## Casamento e descendência
A 11 de novembro de 1564 Cecília casou com o marquês Cristóvão II de Baden-Rodemachern. Desse casamento nasceram 6 filhos:
1. Eduardo Fortunato (Eduard Fortunat) (1565-1600), Marquês de Baden-Rodemachern e depois de Baden-Baden;
2. Cristóvão Gustavo (Christoph Gustav) (1566-1609);
3. Filipe III (Philipp) (1567-1620), Margrave de Baden-Rodemachern;
4. Carlos (Karl) (1569-1590);
5. Bernardo (Bernhard) (1570-1571);
6. João Carlos (Johann Karl) (1572-1599), Cavaleiro Hospitalário.

Cecília teve também uma filha ilegítima da sua ligação com o embaixador espanhol Francisco de Eraso:
- Charitas (1579–1629), freira.